# Egenolfia gaudichaudiana
Egenolfia gaudichaudiana là một loài thực vật có mạch trong họ Lomariopsidaceae. Loài này được (Bory) Fée mô tả khoa học đầu tiên năm 1850-52.